# AngelList
AngelList  — американский веб-сайт для стартапов, бизнес-ангелов и соискателей, желающих работать в стартапах. Основанная в 2010 году, он начинался как онлайн-доска объявлений для технологических стартапов, которым требовалось начальное финансирование. С 2015 года сайт позволяет стартапам бесплатно привлекать деньги от бизнес-ангелов.

## История
AngelList запустила Jobs — свой рекрутинговый портал в 2012 году.
В конце 2012 года AngelList запустил портал для акселераторов и инкубаторов, чтобы принимать и управлять приложениями от стартапов до их программ. На открытии AngelList принимал заявки от 500 Startups, TechStars Boston и AngelPad. Другие акселераторы, вроде Rock Health, принимают заявки исключительно через AngelList.
В 2013 году AngelList получил от SEC письмо о недопустимости действий, разрешающее работу его платформы Syndicates. AngelList был отмечен как одно из наиболее важных нововведений в индустрии венчурного капитала и ангельских инвестиций, получив импульс благодаря созданию объединения несколькими известными фигурами в техническом сообществе, включая Джейсона Калаканиса, Скотта Бэнистера, Тима Ферриса, Гил Пенчина, Скотт и Циан Банистер, Фабрис Гринда, Элад Гил и других.
В марте 2014 года AngelList запустила Maiden Lane, первый венчурный онлайн-фонд для инвестирования в сделки. Он был запущен при финансировании более чем на 25 миллионов долларов от различных инвесторов.
В июле 2016 года AngelList запустила Republic — дополнительный доход, направленный на демократизацию краудфандинга стартапов с неаккредитованными инвесторами.
В ноябре 2016 года AngelList приобрела Product Hunt за 20 миллионов долларов.
В 2021 году AngelList привлекла 25 миллионов долларов для фонда AngelList Early Stage Quant Fund, инвестиционного инструмента, который планирует инвестировать 250 000 долларов в более чем 100 компаний.
В марте 2022 года AngelList закрыл серию B стоимостью 100 миллионов долларов, возглавляемую Tiger Global. Месяц спустя компания привлекла ещё один промежуточный раунд в размере 44 миллионов долларов.